# Patrick Jones II
Patrick Allen Jones II (Chesapeake, 29 settembre 1998) è un giocatore di football americano statunitense che milita nel ruolo di defensive end per i Minnesota Vikings della National Football League (NFL).

## Carriera

### Minnesota Vikings
Jones al college giocò a football a Pittsburgh. Fu scelto nel corso del terzo giro (90º assoluto) del Draft NFL 2021 dai Minnesota Vikings. Nella sua stagione da rookie disputò 9 partite, nessuna delle quali come titolare, mettendo a segno 7 tackle.